# هسول، کانتی دورام
هسول (به انگلیسی: Haswell) یک روستا و محله مدنی در بریتانیا است که در County Durham واقع شده‌است. هسول ۱٬۸۳۱ نفر جمعیت دارد.